# Isoscelipteron glaserellum
Isoscelipteron glaserellum is een insect uit de familie van de Berothidae, die tot de orde netvleugeligen (Neuroptera) behoort. 
Isoscelipteron glaserellum is voor het eerst wetenschappelijk beschreven door U. Aspöck et al. in 1979.